# 3 (Marke)
3 (oder Drei beziehungsweise nach länderspezifischer Aussprache) ist eine globale Marke der CK Hutchison Holdings unter der mehrere auf dem Universal Mobile Telecommunications System basierende Mobilfunknetze und Breitbandinternetanbieter betrieben werden.
Die Marke gibt es in den Ländern Australien, Österreich, Dänemark, Hongkong, Irland, Italien, Macau, Schweden sowie England. Alle Netzunternehmen der Marke 3 sind hundertprozentige Tochtergesellschaften von CK Hutchison Holdings, wobei die Eigentumsverhältnisse unterschiedlich sind. Jedes Land ist dabei ein eigenes Unternehmen, das die Marke länderspezifisch und auch mit eigenen Produkten vertritt.
Die Marke wurde 2002 in Hongkong gegründet. Im Jahr 2019 hatte die 3Group insgesamt über 40,6 Millionen, im Jahr 2022 weltweit über 110 Millionen registrierte Kunden. Die internationale Unternehmenszentrale befindet sich in Hongkong.

## Unternehmen
CK Hutchison Holdings besitzt über die 3 Group Europe direkte Mehrheitsbeteiligungen an sechs Netzen, darunter Österreich, Dänemark, Italien, Irland, Schweden und das Vereinigte Königreich. Hutchison Telecommunications Hong Kong Holdings betreibt die Netze in Hongkong und Macau, während Indosat Ooredoo Hutchison das Netz in Indonesien betreibt.
Hongkong und Macau sind dabei der Hutchison Telecommunications Hong Kong Holdings zugehörig. Unter der Hutchison Asia Telecom bietet CK Hutchison des Weiteren Mobilfunkdienste in Indonesien, Vietnam und Sri Lanka an. In Israel wurde die Marke 3 an Orange verkauft.

### 3Group Europe
In Europa werden die länderspezifischen Unternehmen von der 3Group Europe vertreten.

#### Italien
In Italien wurde im Jahr 2002 die 3 Italia als kleinster Mobilfunkanbieter in Italien gegründet. Sie bot ihren Kunden ein UMTS- sowie ein LTE-Netz an. Für GSM war das Netz des Betreibers Telecom Italia angemietet.
Am 6. August 2015 wurde die Fusion zwischen 3 Italia und Wind Telecomunicazioni bekannt gegeben, die am 31. Dezember 2016 stattfand und Wind Tre hervorbrachte. Die Marke 3 wurde im Zuge der Fusion Anfang März 2020 durch Wind Tre ersetzt.

#### Österreich
In Österreich wird die Marke von Hutchison Drei Austria vertrieben. Das Unternehmen startete am 5. Mai 2003 noch als Hutchison 3G Austria und bot als erstes österreichische Telekommunikationsunternehmen UMTS-Standard an. In der Vergangenheit wurden ein HSDPA- und ein LTE-Netz  hinzugefügt. Zuletzt hat Drei Österreich 2019 5G in Betrieb genommen.

#### Dänemark und Schweden
3 Dänemark (offiziell Hi3G Denmark ApS) und 3 Schweden (offiziell Hi3G Access AB) verfügen über ein gemeinsames Netzwerk, das den größten Teil beider Länder abdeckt. Kunden befinden sich in beiden Netzwerken im „Heimnetnetzwerk“, d. h., dänische Kunden empfangen Anrufe aus Dänemark ohne Roaming-Gebühren, wenn sie sich im Netzwerk von 3 Schweden befinden, und es fallen keine zusätzlichen Kosten für das Anrufen dänischer Telefonnummern an. 3 Skandinavien hatte auch zuvor eine Lizenz zum Aufbau eines Netzwerks in Norwegen, entschied sich jedoch 2011 gegen die Einführung eines 3G-Netzwerks in Norwegen.
3 Schweden deckt etwa 98,5 % der schwedischen Bevölkerung ab. 3 Dänemark deckt laut der Karte auf der offiziellen Website mehr als 99 % des Staatsgebietes ab. Im Mai 2012 startete 3 Schweden seine ersten LTE-Dienste. Das Netzwerk wurde mit ZTE eingeführt und laut ZTE handelt es sich dabei um das weltweit erste LTE-Netzwerk, das gleichzeitig FDD und TDD nutzt. Später wurde es auf Huawei und Ericsson umgestellt und mit der Einführung von 5G im Juli 2022 ist das gesamte Netzwerk nun auf Ericsson und Nokia Networks umgestellt worden, aufgrund des Verbots von Huawei für den Aufbau eines 5G-Netzwerks. Zu Beginn des Jahres 2022 war 3 Schweden der am schnellsten wachsende Mobilfunkbetreiber Schwedens. 3 Schweden betreibt auch seine eigene kostengünstigere Zweitmarke Hallon, die 2013 eingeführt wurde.

#### Irland
Three Ireland (offiziell Three Ireland (Hutchison) Limited) wurde am 26. Juli 2005 als vierter Mobilfunknetzbetreiber Irlands hinter Vodafone, O2 und Meteor eingeführt. Zunächst wurde der Dienst nur als Postpaid angeboten, doch am 16. Mai 2006 wurde die Einführung eines Prepaid-Dienstes, bekannt als 3Pay, angekündigt.
Three betreibt 2G-, 3G-, 4G- und 5G-Dienste. Bis 2015 hatte Three eine Roaming-Vereinbarung mit Vodafone, um 2G-Abdeckung dort bereitzustellen, wo sein ursprüngliches 3G-Netz nicht verfügbar war.
Am 24. Juni 2013 wurde bekannt gegeben, dass CK Hutchison Holdings die irischen Mobilfunkaktivitäten von Telefónica, O2, für 780 Millionen Euro erwerben würde, die nach Abschluss des Geschäfts in Three Ireland eingegliedert werden sollten. Die Europäische Kommission genehmigte die Fusion im Jahr 2014. Die Marke O2 wurde auslaufen gelassen und ihre Aktivitäten am 2. März 2015 vollständig in Three integriert.
Am 27. Januar 2014 startete Three sein 4G-Netz in Dublin, Cork, Galway, Limerick, Wexford und Waterford. Bis März 2014 hatte Three seine 4G-Abdeckung auf weitere 11 Städte ausgeweitet. Im Jahr 2016 begann Three mit der Einführung von 4G+, wobei Höchstgeschwindigkeiten von 225 Mbit/s angegeben wurden. Die 4G-Abdeckung liegt derzeit bei 97,3 % Stand März 2020.
Am 28. September 2020 startete Three sein 5G-Netz und behauptete am ersten Tag eine Bevölkerungsabdeckung von 35 %. Three hat angegeben, dass dieser Dienst an 121 Standorten verfügbar sein wird, aber es wird erwartet, dass die Abdeckung im Laufe der Zeit erweitert wird.

### Australien
Hutchison betrieb früher ein australisches CDMA-Netz unter dem Markennamen Orange, das Orange One hieß. Es ermöglichte den Kunden, ihr CDMA-Mobiltelefon der Marke 3 zu Hause als Festnetztelefon zu nutzen. Für Anrufe von ihrem Mobiltelefon wurden ähnliche Tarife wie für einen Festnetzanschluss berechnet. Die Kundinnen und Kunden erhielten außerdem eine „Local Zone“-Nummer, die es ihnen ermöglichte, von zu Hause aus über eine Festnetznummer angerufen zu werden. Befand sich das Telefon außerhalb der Ortszone, wurden die Anrufe an die Festnetznummer entweder gegen eine geringe Gebühr an die Mobilfunknummer umgeleitet oder an die Mailbox des Mobiltelefons weitergeleitet. Diese Tarife begannen bei einem sehr günstigen Preis von $10,00 pro Monat, und Ortsgespräche aus der Ortszone zu einem lokalen Festnetzanschluss wurden mit 20c pro Ortsgespräch berechnet, was den Dienst billiger machte als den von Telstra oder Optus. Das Orange One-Netz war nicht so groß wie andere, und so traf Orange Vereinbarungen mit Telstra, um die Dienste von Orange One-Geräten im Telstra-Netz nutzen zu können. Am 1. Februar 2006 wurde es in 3 CDMA umbenannt, und dieses Netz wurde am 9. August 2006 geschlossen. Den Kunden von 3 CDMA wurden Sondertarife und Anreize angeboten, um als Kunden im 3G-Netz zu bleiben, alle Kunden wechselten entweder zum 3G-Netz von 3 oder zu anderen Netzbetreibern.
Hutchison führte das Three-Netz in Australien im Jahr 2003 über seine Mehrheitsbeteiligung an Hutchison Telecommunications (Australia) Limited (HTAL) ein. Es betrieb ein 2 100-MHz-3G-Netz in einer 50/50-Partnerschaft mit Telstra (die Funknetze wurden gemeinsam genutzt, während die Kernnetze getrennt waren) und deckte etwa 56 % der australischen Bevölkerung ab. Das 3G-Netz deckte Sydney, Melbourne, Brisbane, Adelaide, Perth, die Gold Coast, Canberra, Geelong, Frankston und Wollongong ab.
Am 9. Februar 2009 gaben HTAL und Vodafone bekannt, dass sie ihre australischen Aktivitäten in einem 50:50-Joint-Venture namens Vodafone Australia (VHA Pty Ltd.) zusammenlegen werden. Alle von VHA angebotenen Produkte und Dienstleistungen sollten unter der Marke Vodafone vermarktet werden. Die Fusion wurde am 29. Mai 2009 von den Aktionären und Aufsichtsbehörden genehmigt, und Vodafone Hutchison Australia Pty Ltd wurde im Juni 2009 gegründet.
Im Jahr 2010 waren über 4500 Mitarbeiter im Unternehmen. Neben Prepaid-Tarifen sowie Postpaid bietet sie auch Mobilfunkverträge verbunden mit Smartphones sowie Internetdienstleistungen.
Die Netze von Three und Vodafone blieben bis August 2009 getrennt. Ab Ende 2011 stellte Vodafone die Marke Three schrittweise ein, danach wurden keine neuen Registrierungen unter der Marke Three mehr vorgenommen, und ab dem 30. August 2013 wurden alle Three-Mobile-Systeme und -Konten geschlossen.

## Vermarktung
Die Marke war von Mitte 2020 bis Ende der Saison 2022/2023 Trikotsponsor der englischen Fußballmannschaft FC Chelsea.